# Hrabstwo Comanche (Teksas)

Piramida wieku hrabstwa

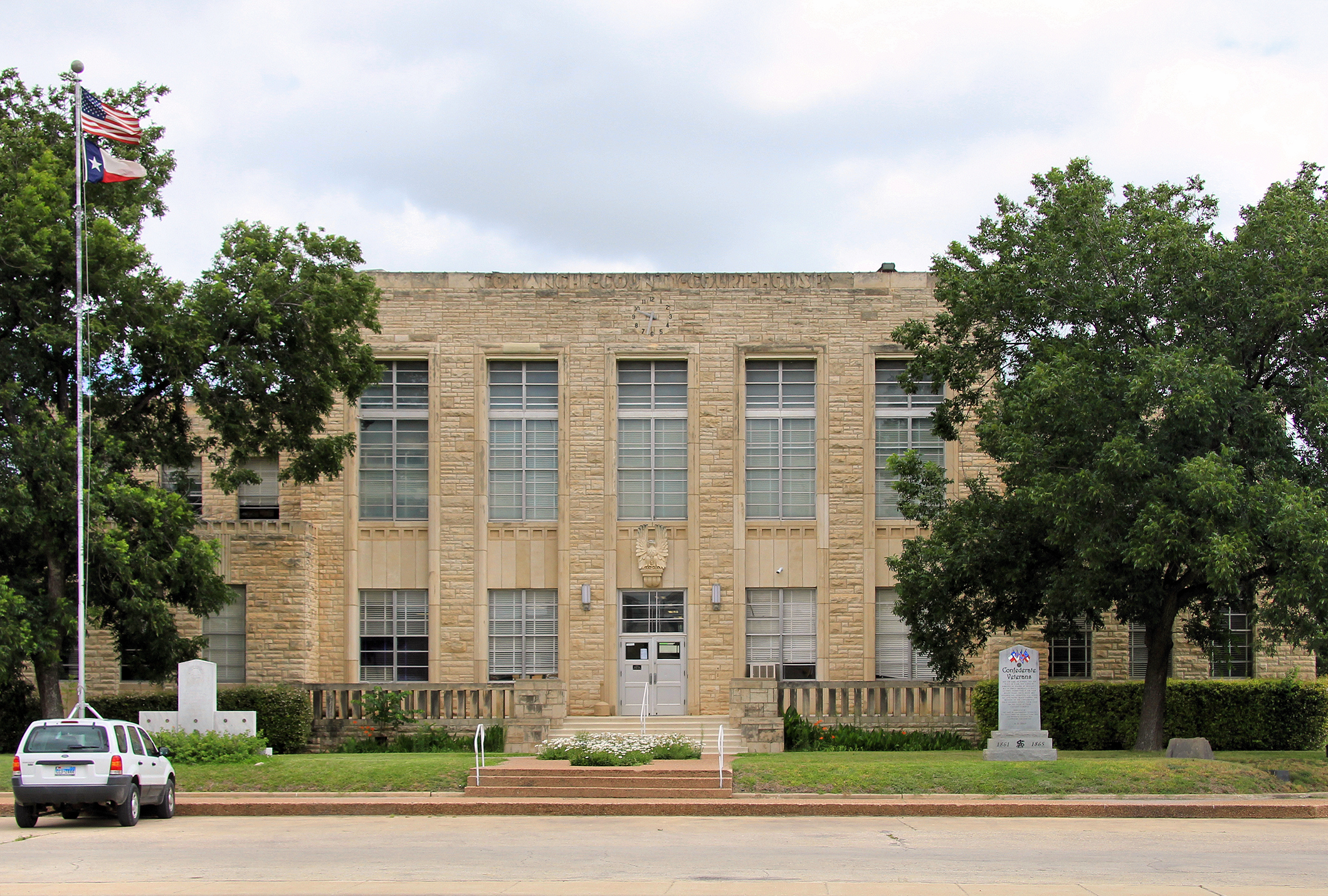
Budynek sądu hrabstwa Comanche

Hrabstwo Comanche – rolnicze hrabstwo w Stanach Zjednoczonych, położone w centralnej części stanu Teksas, na południowy zachód od aglomeracji Dallas–Fort Worth. Siedzibą władz hrabstwa jest największe miasteczko Comanche. Inne miejscowości, to: De Leon, Gustine i Proctor.
Na terenie hrabstwa znajduje się duży zbiornik retencyjny Proctor Lake, zbudowany na rzekach Sabana River i Leon River w 1963 roku przez Korpus Inżynieryjny Armii Stanów Zjednoczonych.
Hrabstwo zostało utworzone w 1856 r. z terytorium nienależącego wcześniej do żadnego hrabstwa, jednak później wielokrotnie podlegało przemianom a ostateczny kształt i pełną niezależność uzyskało dopiero w 1887 roku.

## Gospodarka
Jest to wiodące hrabstwo rolnicze, zajmujące 24. miejsce w stanie (2022) pod względem zysków z rolnictwa:
- uprawa orzechów pekan, siana, bawełny, kukurydzy, pszenicy i orzeszków ziemnych[6]
- hodowla owiec i kóz (19. miejsce), bydła (28. miejsce), koni i drobiu
- przemysł mleczny (7. miejsce w stanie)
- akwakultura.

## Sąsiednie hrabstwa
- Hrabstwo Erath (północny wschód)
- Hrabstwo Hamilton (południowy wschód)
- Hrabstwo Mills (południe)
- Hrabstwo Brown (południowy zachód)
- Hrabstwo Eastland (północny zachód)

## Demografia
Według danych z 2024 hrabstwo liczy 14,4 tys. mieszkańców, w tym 8,9% osób urodziło się poza granicami USA. Mieszkańcy deklarują głównie pochodzenie meksykańskie (27,4%), mieszane (22,4%), angielskie (12,5%), niemieckie (9,2%), irlandzkie (8,2%), „amerykańskie” (7,2%) i szkockie lub szkocko–irlandzkie (4%).

## Religia
Według danych z 2020 roku, większość mieszkańców to baptyści, metodyści i inni ewangelikalni protestanci. 8,6% deklaruje członkostwo w Kościele katolickim.

## Główne drogi
Przez teren hrabstwa przebiega między droga krajowa i dwie stanowe:
- U.S. Route 67
- Droga stanowa nr 16
- Droga stanowa nr 36